# Action ou Vérité (film, 2012)
Pour les articles homonymes, voir Action ou Vérité.
Pour plus de détails, voir Fiche technique et Distribution.
Action ou Vérité (Truth or Dare) est un film d'horreur et un thriller britannique de Robert Heath sorti en 2012.

## Synopsis
Alors qu'ils s'apprêtent à quitter le lycée, des adolescents organisent une soirée mémorable. Comme toujours, la bande de riches fêtards que forment Eleanor, Chris, Paul, Gemma, Felix et Luke est présente. Cependant, pour Félix, un garçon gentil mais maladivement timide, la fête tourne au cauchemar  : le jeune homme est humilié par ses « amis » et frappé, ridiculisé devant tout le monde...
Un an plus tard, alors qu'aucun n'a vraiment gardé le contact, chacun des membres de la bande reçoit une invitation pour un anniversaire, celui de Felix. Guidés par un étrange domestique jusqu'à la cabane du garde-chasse où la fête est censée se dérouler, les jeunes gens découvrent alors le frère aîné de Felix, Justin (David Oakes).
Mais Justin est seul, tel un inquiétant maître de cérémonie... Qui entend bien découvrir la vérité : que s'est-il vraiment passé le fameux soir où Felix a été humilié ? Qu'a-t-il subi pour prendre une décision aussi dramatique ?
Prêt à tout pour le découvrir, Justin propose à ses invités une partie améliorée de Truth or Dare, infiniment plus cruelle et dangereuse, qui acculera les cinq joueurs jusqu'au bout de leurs limites.
Qui est innocent ? Qui est coupable ? Choisissez : action ou vérité ?

## Fiche technique
- Titre original : Truth or Dare
- Titre français : Action ou Vérité
- Titre québécois :
- Réalisation : Robert Heath
- Scénario : Matthew McGuchan
- Direction artistique : John Bramble
- Décors : Derek Scriminger et Fabrice Spelta
- Costumes : Raquel Azevedo
- Photographie : James Friend
- Son : Nigel Albermaniche
- Montage : Oliver Parker
- Musique : Richard Pryn
- Production : Rupert Jermyn et Richard Johns
- Société(s) de production : Corona Pictures
- Société(s) de distribution :
- Budget : estimé à 2 000 000 £
- Pays de production :  Royaume-Uni
- Langue : Anglais
- Format : Couleurs - 35 mm - 1.85:1 -  Son Dolby numérique
- Genre : Film d'horreur
- Durée : 95 minutes
- Dates de sortie :
  - Royaume-Uni 6 août 2012
  - France : 25 septembre 2012 (sortie directement en DVD)
- Public : Interdit aux moins de 12 ans[1],[2].

## Distribution
- David Oakes : Justin
- Tom Kane : Felix
- Jennie Jacques  : Eleanor
- Liam Boyle : Paul
- Alexander Vlahos : Luke
- Florence Hall : Gemma
- Jack Gordon : Chris
- Jason Maza : Jonesy
- David Sterne : le gardien

## Production
Durant un entretien avec la Corona Pictures qui souhaitait réaliser un remake de son précédent film Sus, Robert Heath et les producteurs évoquèrent le scénario de Truth or Dare. Le script, signé Matthew McGuchan, devait être produit par la Corona Pictures et séduisit immédiatement le réalisateur : ce dernier évoque par exemple les personnages qui, étant tous des anti-héros, ne suscitaient aucune sympathie de prime abord. Au lieu d'adopter le point de vue d'un seul protagoniste (possibilité qu'il avait envisagé), Robert Heath décida d'adopter un point de vue global, qui envelopperait chacun des personnages. Truth or Dare ne bénéficiait que d'un petit budget et Heath tourna donc avec une seule caméra RED, deux au maximum lorsqu'une scène l'exigeait. L'équipe s'installa à proximité de Londres, où elle dénicha une cabane de scouts. Le directeur artistique redécora l'ensemble de la cabane, afin de lui conférer son allure inquiétante.